# Каровиньо
Каровиньо (итал. Carovigno) — коммуна в Италии, располагается в области Апулия, в провинции Бриндизи.
Население коммуны составляет 15 733 человека (2008 г.), плотность населения составляет 150 чел./км². Занимает площадь 105 км². Почтовый индекс — 72012. Телефонный код — 0831.
Покровителями коммуны почитаются Пресвятая Богородица и святые апостолы Иаков Младший и Филипп, празднование в первые понедельник, вторник и субботу после Пасхи, 17 августа и во второе воскресение сентября.

## Демография
Динамика населения:

## Администрация коммуны
- Официальный сайт: http://www.comune.carovigno.br.it Архивная копия от 23 марта 2022 на Wayback Machine